# جاذبية موازية
التوازي عن بعد (وتسمى أيضًا الجاذبية الموازية عن بُعد)، كانت محاولة من قبل ألبرت أينشتاين لتأسيس نظرية موحدة للكهرومغناطيسية والجاذبية على البنية الرياضية للتوازي البعيد، والتي يشار إليها أيضًا بالتوازي المطلق. في هذه النظرية، يتميز الزمكان كبوصلة خطية خالية من الانحناء بالتزامن مع مجال موتر متري، وكلاهما محدد بمصطلحات مجال رباعي ديناميكي.